# William Odling

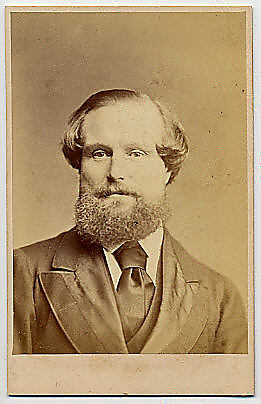
William Odling

William Odling (* 5. September 1829 in Southwark (heute zu London); † 17. Februar 1921 in Oxford) war ein englischer Chemiker.

## Leben und Wirken
William Odling wurde 1850 Lecturer in Chemie an der St. Bartholomew Hospital Medical School und Demonstrator an der Guy’s Hospital Medical School in London. 1868 wurde er als Nachfolger von Michael Faraday Fullerian Professor für Chemie an der Royal Institution, an der er 1868 und 1870 die Royal Institution Christmas Lecture hielt (The chemical changes of carbon, Burning and unburning). Von 1872 bis zur Emeritierung 1912 war er Waynflete Professor für Chemie und Fellow des Worcester College an der Oxford University.
Er war um 1855 Mitbegründer des Valenzbegriffs und erweiterte ab 1855 die Typentheorie von Charles Frédéric Gerhardt und Auguste Laurent. Mit seiner Einteilung der Elemente in 13 „natürliche Gruppen“ (1857) und seinen Elementetafeln (1857–65) schuf er Vorläufer des Periodensystems. Der Vorschlag der Anordnung chemischer Elemente in Gruppen geschah gleichzeitig 1864 mit dem von John Alexander Reina Newlands in England. Newland hatte etwas früher mit seinen Versuchen begonnen, Odling hatte aber den Vorteil 1860 den berühmten Kongress in Karlsruhe besucht zu haben, den auch Lothar Meyer und Dmitri Iwanowitsch Mendelejew besuchten, und dort von Stanislao Cannizzaro über dessen Lehre und Bestimmung von Atomgewichten gehört zu haben. Während Newland 1864 nur 24 der damals bekannten 60 Elemente in sein System einordnen konnte nur gelang es Odling 57 Elemente einzuordnen. Seine Ankündigung der Periodizität geschah auch etwas früher bei der London Chemical Society als Newlands von 1865 (obwohl im selben Jahr und wahrscheinlich unabhängig erfolgt). Odling wurde auch in England führend in der Verbreitung der Ideen von Cannizzaro und Avogadro. Die Elemente waren nach steigendem Atomgewicht angeordnet und er machte Vorhersagen über fehlende Elemente. Die Periodizität, die er beobachtete, lag bei 16.
Unabhängig von August Kekulé schlug er die Vierwertigkeit von Kohlenstoff vor (Proc. Royal Institution 1855).
1859 wurde er Fellow der Royal Society und 1875 Ehrendoktor der Universität Leiden. 1848 wurde er Fellow, 1856 Ehren-Sekretär, 1869 Vizepräsident und 1873 Präsident der Chemical Society of London, was er bis 1875 blieb. 1878 bis 1880 und 1882 bis 1891 war er Censor, 1878 bis 1880 und 1888 bis 1891 Vizepräsident und 1883 bis 1888 Präsident des Institute of Chemistry.

## Werke
- Manual of Chemistry. (1861)
- On the Proportional Numbers of the Elements, Quarterly Journal of Science, Band 1, 1864, S. 642–648
- Course of Practical Chemistry. (2. Auflage, 1865)
- Animal Chemistry. (1866)
- Chemical Changes of Carbon. (1868)
- Outlines of Chemistry. (1870)
- Chemistry. (1882)